# Arthur Ringwalt Rupley

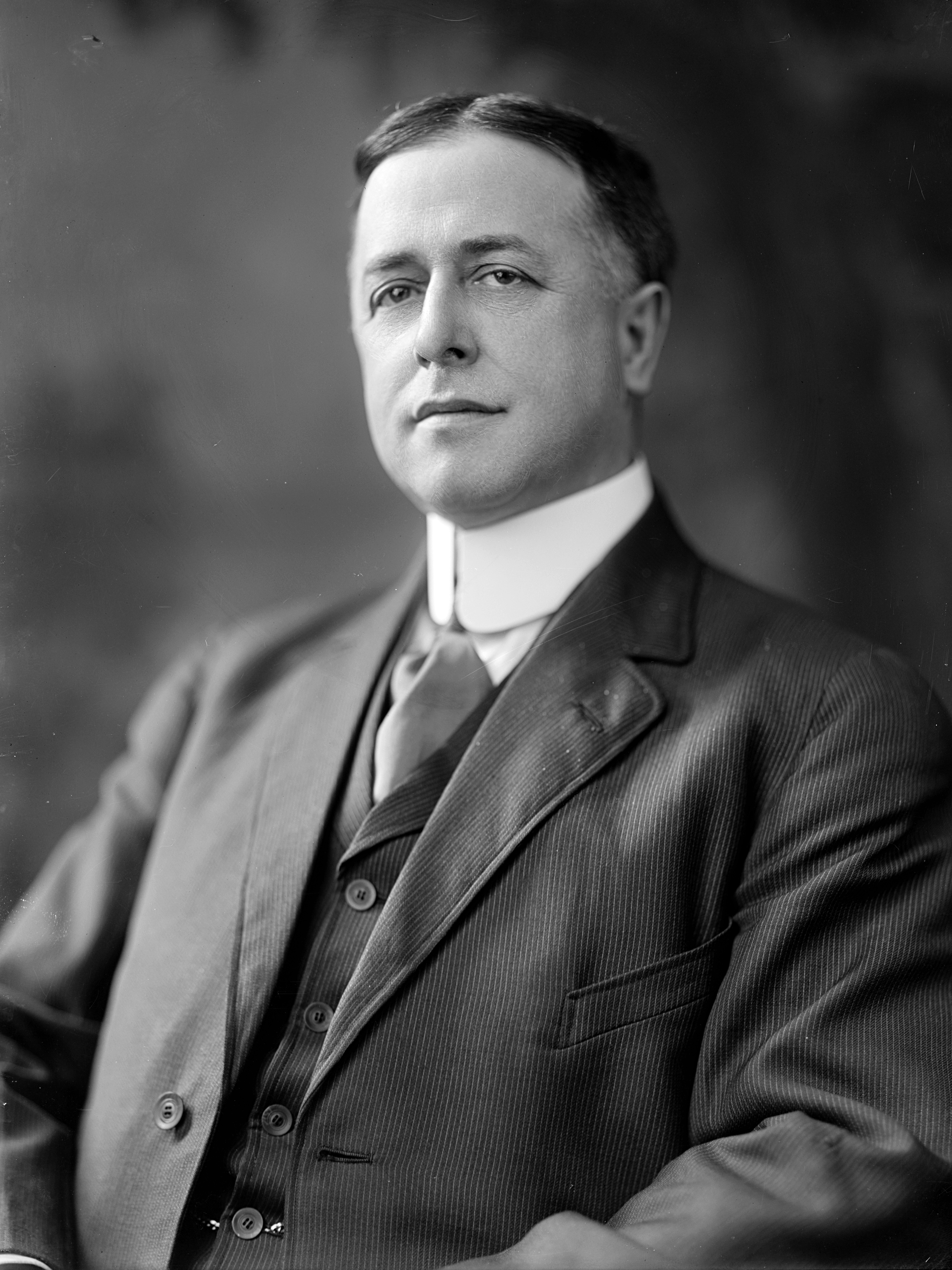
Arthur Ringwalt Rupley

Arthur Ringwalt Rupley (* 13. November 1868 in West Fairview, Cumberland County, Pennsylvania; † 11. November 1920 in Carlisle, Pennsylvania) war ein US-amerikanischer Politiker. Zwischen 1913 und 1915 vertrat er den Bundesstaat Pennsylvania im US-Repräsentantenhaus.

## Werdegang
Arthur Rupley besuchte die Harrisburg Academy und die Cumberland Valley State Normal School in Shippensburg. Nach einem anschließenden Jurastudium an der Dickinson School of Law in Carlisle und seiner 1891 erfolgten Zulassung als Rechtsanwalt begann er in diesem Beruf zu arbeiten. Gleichzeitig schlug er als Mitglied der Republikanischen Partei eine politische Laufbahn ein. Zwischen 1895 und 1898 war er deren Bezirksvorsitzender im Cumberland County. Von 1895 bis 1899 war er dort auch Bezirksstaatsanwalt. Danach fungierte er bis 1906 als juristischer Vertreter dieses Bezirks. Im Jahr 1910 nahm er am regionalen Parteitag der Republikaner für Pennsylvania teil; im Juni 1912 war er Delegierter zur Republican National Convention in Chicago, auf der Präsident William Howard Taft zur dann erfolglosen Wiederwahl nominiert wurde.
Bei den Kongresswahlen des Jahres 1912 wurde Rupley im staatsweiten 33. Wahlbezirk von Pennsylvania in das US-Repräsentantenhaus in Washington, D.C. gewählt, wo er am 4. März 1913 sein neues Mandat antrat. Bis zum 3. März 1915 konnte er eine Legislaturperiode im Kongress absolvieren. Während dieser Zeit wurden der 16. und der 17. Verfassungszusatz ratifiziert. Dabei ging es um die bundesweite Einführung der Einkommensteuer sowie die Direktwahl der US-Senatoren.
Nach dem Ende seiner Zeit im US-Repräsentantenhaus praktizierte Arthur Rupley wieder als Anwalt. Dabei spezialisierte er sich auf den Bereich öffentliche Dienstleistungen. Er starb am 11. November 1920 in Carlisle, wo er auch beigesetzt wurde.